# 祀馬神所

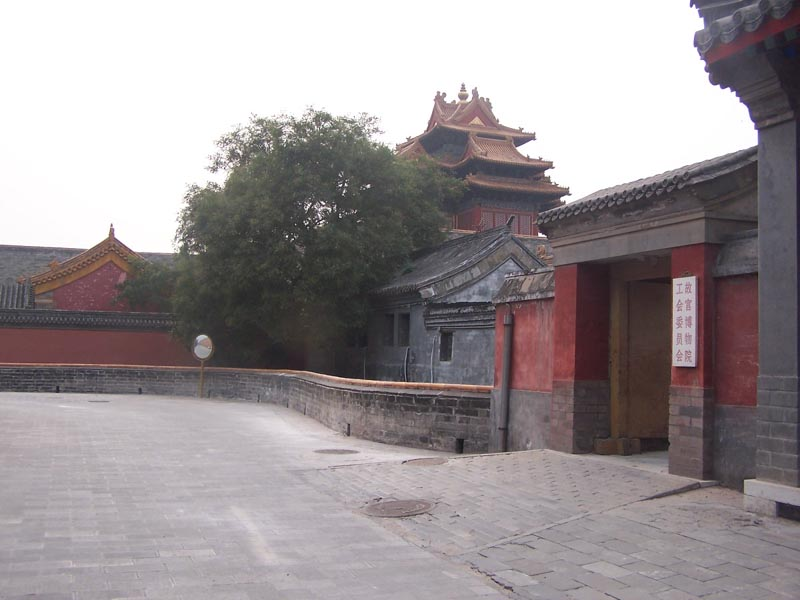
紫禁城西北角，远处为西北角楼。右侧挂有“故宫博物院工会委员会”牌子的门是祀马神所的入口，西北角楼下方露出的一个黄琉璃瓦顶的角即祀马神所的殿角。房屋前方低处带黄琉璃瓦的砖砌矮墙是内金水河东岸的护栏，左侧带黄琉璃瓦顶的建筑是城隍庙的正殿。

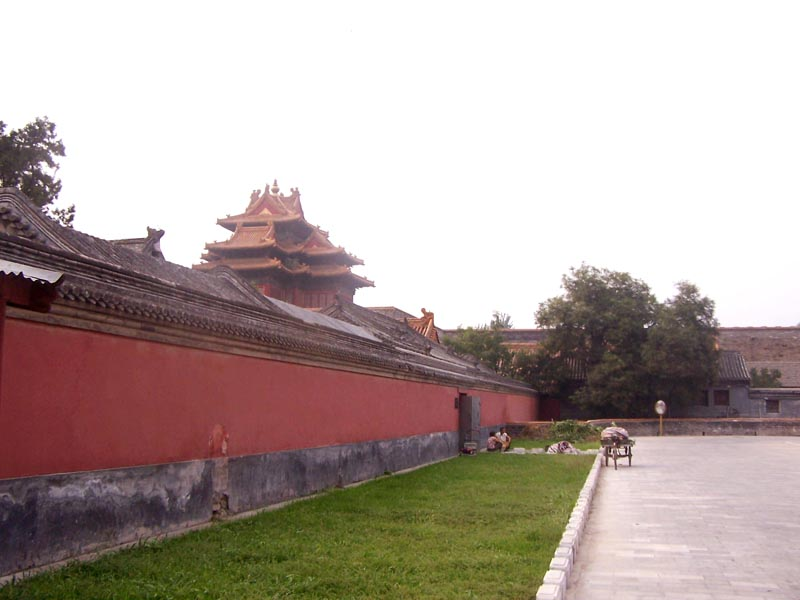
紫禁城西北角，远处为西北角楼。远处被树木遮盖的黄琉璃瓦顶建筑是祀马神所正殿。左侧红墙为城隍庙的东墙，墙内黄琉璃瓦顶建筑即城隍庙正殿。

祀马神所，位于紫禁城内的西北角，为清朝祀马神之所。

## 历史
祀马神所，又称“马神房”。光绪《顺天府志》载，“城隍庙东为祀马神之所。”
清朝乾隆二十六年谕旨：“朕所乘之马匹，祭祀甚属紧要，每逢致祭，必须有承祭之人，嗣后每季祭祀，著派内务府大臣一员致祭，上驷院卿员亦著一人前往。”《钦定总管内务府现行则例》载，“每年春秋二季，为马祀神，祭毕，将祀神红绸拴记上乘御马。乾隆二十六年奏，每年春秋二季，在神武门西边神房，为骟马致祭。系萨满叩头，白昼给红绸条七十副，拴记上乘额数御马，晚间给青绸条二百七十六副，拴记大凌河骡群马匹。”《钦定日下旧闻考》载，春秋祀马神，按明朝制度属于太仆寺负责，清朝改归上驷院负责。
《钦定总管内务府现行则例·掌仪司》卷载，“坤宁宫萨满等演习读念，嘉庆十三年奉旨，萨满等著每日轮流前往马神房演习读念，并著总管内务府大臣等，轮流前往听其读念。”
清朝规定每年春、秋两季遣大臣祭祀马神，在供案上摆放醇酒及食物，祭祀者要在马神前敬香、行礼，并跪读祭文。祭文祝词曰：
敬祝者，抚脊以起兮，引鬣以兴兮，嘶风以奋兮，嘘雾以行兮，食草以壮兮，啮艾以腾兮。沟穴其弗逾兮，盗贼其无扰兮。神其贶我，神其佑我。
祈祷已毕，取绸条在香炉内熏祷。祭祀马神时，上驷院要牵数匹御马拴在祀马神所门前，祭祀已毕，要将预先写好的祝文拴在御马的尾巴上面，王爷及陪祭大臣等人骑御马而去。
清朝灭亡后，祀马神所逐渐冷落，不再举行祭祀活动。中华人民共和国成立后，此处和其西南侧的城隍庙一度被文物出版社用作印刷厂，神殿内安装化铅字炉，成为排字铸字房和排字车间。文化大革命时期，这里的造反派“破四旧”，将城隍庙的城隍、祀马神所的马神砸毁，幸而殿宇、神坛留存下来。后来，印刷厂因被确定为火灾隐患，被指令迁走，城隍庙由《紫禁城》杂志社进驻，刘北汜、朱家溍进驻城隍庙办公，故宫博物院工会则进驻祀马神所办公。

## 建筑
紫禁城西北角楼与神武门之间的城墙下，有一条水道穿过，为内金水河的进水口，进水口处修有铁栅、水闸，称“水关”，水关可控制水流、保持水位。在水闸以南，内金水河先向西，再向南，再向西，再向南，此后为一条约200米长，南北走向的笔直水道，与紫禁城西城墙之间距离约50米。祀马神所位于内金水河进入紫禁城后向西南曲折河段的北岸，西侧紧邻紫禁城西北角楼，祀马神所旁边是皮库。祀马神所西南方向为城隍庙，城隍庙北侧紧邻紫禁城西北角楼。
祀马神所有一座正殿，与城隍庙正殿形制相同，均为坐北朝南、面阔五间、黄琉璃瓦硬山顶。殿内主供马神。过去正殿前有香炉、焚炉、祭台。